# Vinska Gora
Vinska Gora – wieś w Słowenii, w gminie miejskiej Velenje. W 2018 roku liczyła 399 mieszkańców. 